# Хаттуса
Хатту́са, Хатту́сас или Хаттуш (хетт. , Ḫa-at-tu-ša; тур. Hattuşaş, Хаттушаш) — столица древнего Хеттского царства. Городище расположено около современной турецкой деревни Богазкале (тур. Boğazkale, ранее именовалась Богазкёй) в центральной Анатолии, недалеко от реки Кызылырмак (в древности Галис), в 145 км восточнее Анкары. Городище обнаружено в 1834 году, раскопки ведутся с 1906 года. В 1986 году останки Хаттусы были включены в список Всемирного наследия ЮНЕСКО.

## Местоположение и ландшафт
Хаттуса располагалась в северной части Центральной Анатолии, близ деревни Богазкале в 150 км от современной Анкары. Ныне это горная местность с довольно суровым климатом, засушливая, хотя ещё в античности в данной местности фиксировалось наличие водяных мельниц. Зима длинная и холодная, лето относительно короткое, но жаркое. Растительность на месте раскопок скудна, почти нет деревьев, преобладающий ландшафт — горная степь с очень сложным рельефом местности. Высота местности над уровнем моря — 1050 м. Почвы тем не менее плодородные. В Хаттусе семь источников питьевой воды. Скалистые гребни и искусственные крепостные сооружения, а также обрывы с востока и севера делали город почти неприступным.
Раскопки в окрестностях Богазкале имеют суммарную площадь около 160 га и могут быть подразделены на несколько участков. В центре — две скалы Бююккале (тур. Büyükkale, «Большая крепость»), в 500 м к северу от них «Большая скала» Бююккая (тур. Büyükkaya). К востоку от Бююккале на относительно ровной площадке располагался «Нижний город» — самая древняя часть хеттской столицы. К югу от Бююккале располагался «Верхний город» — собственно укрепления столицы. В окрестностях имеются три небольшие возвышенности, южную окраину города обозначает холм Еркапы (Yerkapı), остаток былого оборонительного вала, построенного в последние века существования хеттской державы.
Хаттуса располагается восточнее Кызылырмака (хеттское его название — Марашантия), в месте, где долина реки круто поворачивает. В древности здесь проходил торговый путь из центральной Каппадокии к Чёрному морю. Тем не менее Хаттуса, будучи столицей, была изолирована от центра древней хеттской культуры, расположенного южнее, и располагалась близ северных границ государства. В период наибольшего подъёма Хеттской державы она расширялась на восток и на юг. Город также был объектом нападений касков.

## Разрушение Хаттусы
На период с 1198 по 1196 год до н. э. (±3 года) приходится трёхлетняя экстремальная засуха в Центральной Анатолии, обнаруженная по дендрохронологическим данным и ставшая (на фоне общего долголетнего засушливого периода) одной из причин падения Хеттского государства.

В начале XII века до н. э. Хаттуса была разрушена и после этого больше не восстанавливалась. Согласно археологическим исследованиям, были разгромлены и сожжены цитадель Хаттусы, её дворцы и храмы, после чего город и вся область хеттского расселения в долине реки Галис пришли в запустение. Согласно надписи фараона Рамсеса III из Мединет-Абу, на восьмом году его правления, Хаттуса была захвачена и разрушена «народами моря» («северными чужеземьями»), под которыми подразумевались, судя по всему, пришедшие с северо-запада восточные мушки. 

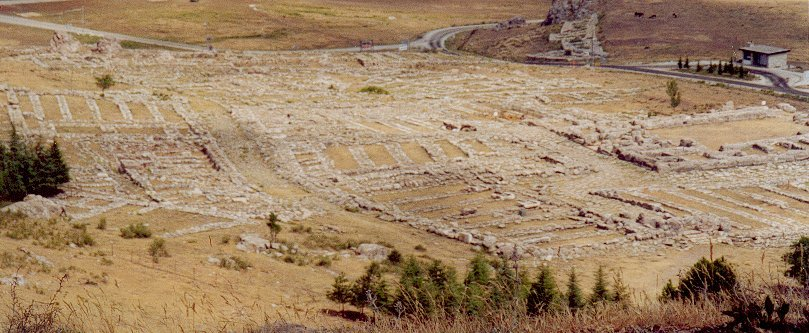
Раскопки большого храма

По мнению немецкого археолога Ю. Зееэра, проводившего раскопки в Хаттусе, к моменту разрушения хеттская столица была уже пуста. Вероятно, жители Хаттусы предварительно организованно покинули город, поскольку в городских зданиях, включая храмы и жилые дома, не было обнаружено повседневных вещей, которые неизбежно остались бы в случае, если бы Хаттуса была населена в момент захвата. Единственное, что было обнаружено при раскопках, это клинописные таблички, глиняные печати и большие пифосы со складов «Большого храма». Согласно теории Зееэра, в самом конце своего правления царь Суппилулиума II эвакуировал из Хаттусы двор, армию и ремесленников вместе со всем имуществом, в результате чего город обезлюдел и утратил свой столичный статус, а затем был сожжён и разрушен захватчиками.